# Una adorabile idiota
Una adorabile idiota  (Une ravissante idiote) è un film del 1963 diretto da Édouard Molinaro.
Il film, con protagonisti Brigitte Bardot ed Anthony Perkins, è tratto da un romanzo di Charles Exbrayat e fu considerato "offensivo" dagli inglesi.

## Trama
Anni sessanta: siamo in piena guerra fredda e Nicholas Maukouline, un francese di origine  russa rimasto senza lavoro, decide di combattere il capitalismo, entrando a far parte dei servizi segreti sovietici.
Viene così ingaggiato per rubare un importante dossier: assunto il nome di Harry Compton, durante la missione si imbatte in Penelope Lightfeather, una svampita sarta/mannequin che lavora in una casa di mode, per la quale perde la testa e alla quale rivela tutto quanto riguardo al proprio incarico, ignaro del fatto che la donna lavori per i servizi segreti britannici.

## Critica
(Leo Pestelli su La Stampa del 13 marzo 1964)